# 1986년 아시안 게임 인도네시아 선수단
1986년 아시안 게임 인도네시아 선수단은 대한민국 서울에서 열린 1986년 아시안 게임에 참가한 아시안 게임 인도네시아 선수단이다. 